# Схеми збагачення руд чорних металів
Схеми збагачення руд чорних металів — розрізняють вісім груп руд чорних металів: А-1, А-2, Б-1, В-1, В-2, Г-1, Г-2, Г-3 (див. чорні метали), для яких схеми збагачення мають спільні ознаки.

## Схеми збагачення руд класу А

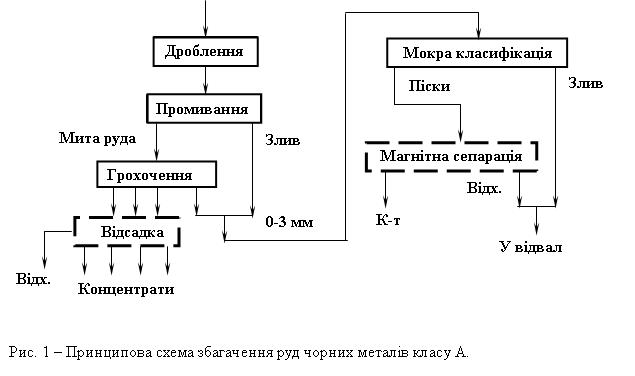

Схеми збагачення руд класу А (групи А-1 і А-2). До класу А відносять промивні залізні і марганцеві руди. Пуста порода в цих рудах міститься, в основному, у вигляді глини і піску. Зростків корисних мінералів з порожньою породою практично немає. Руди цілком окиснені, тому в залізних рудах корисні мінерали представлені водними оксидами заліза — бурими залізняками і продуктами окиснення магнетиту — мартитом і напівмартитом. Вміст сірки в цих рудах дуже малий.
Окисні марганцеві руди являють собою механічну суміш марганцевих конкрецій і рудного дріб'язку, зцементованих піщано-глинистим матеріалом.
Основний метод збагачення руд класу А — промивання з наступним грохоченням митої руди і класифікацією дрібного матеріалу. Характерною рисою руд класу А є наявність у них значної кількості матеріалу крупністю –0,15 мм із низьким вмістом корисних мінералів. За рахунок відділення цього класу при промиванні і відбувається збагачення руди. При необхідності крупні класи митої руди (+3 мм) додатково збагачують відсадкою, а дрібнозернистий знешламлений продукт — відсадкою або магнітною сепарацією (рис. 1).
Для руд групи А-1 застосовують магнітні сепаратори з високою напруженістю магнітного поля, а для групи А-2 — із середньою напруженістю магнітного поля.

## Схеми збагачення руд класу Б

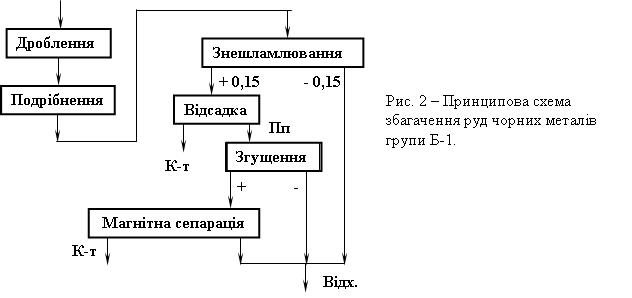

Схеми збагачення руд класу Б (група Б-1). Клас Б представлений залізними рудами. У рудах цього класу порожня порода і корисні мінерали мають малу твердість, у них міститься багато вохристих сполук і шламів. Корисні мінерали представлені слабомагнітними різновидами — бурим залізняком і сидеритом, порода — хлоритом. Промивання і гравітаційні процеси при збагаченні цих руд не дають задовільних результатів унаслідок сильної шламованості руд і невеликої відмінності в густині мінералів. Випалювально-магнітне збагачення, що включає відновне випалювання руди і магнітну сепарацію в слабкому полі, дозволяє одержати концентрат зі вмістом заліза 60 — 61 % при вилученні 90 %, однак цей процес характеризується високими капітальними і експлуатаційними витратами. Більш економічні комбіновані схеми збагачення — гравітаційно-випалювально-магнітна, гравітаційно-магнітна, гравітаційно-флотаційна, що забезпечують одержання концентратів зі вмістом заліза 54-56 % при вилученні 90 %. Найбільш раціональна гравітаційно-магнітна схема, яка не потребує ні дорогого випалення, ні дорогих флотаційних реаґентів. За цією схемою руду дроблять і подрібнюють до 1-3 мм, знешламлюють; зернисту частину збагачують гравітаційними процесами, відходи гравітації згущують і збагачують магнітною сепарацією в сильному магнітному полі. Гравітаційне збагачення можна здійснювати або відсадкою, або сепарацією у ґвинтових і конусних сепараторах (рис. 2).

## Схеми збагачення руд класу В

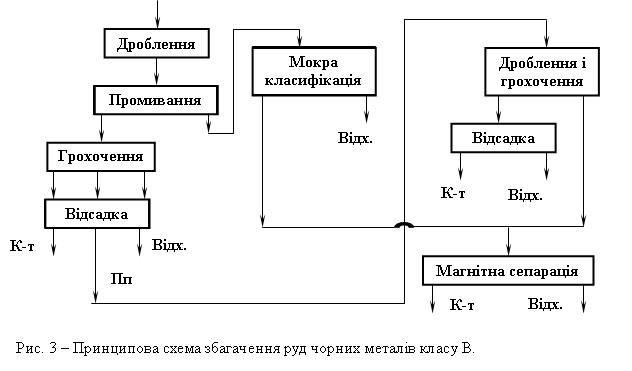

Схеми збагачення руд класу В (групи В-1 і В-2). До класу В відносять залізні і марганцеві руди. Порожня порода в рудах цього класу представлена сумішшю дрібного (глина, пісок) і більш крупного матеріалу (гравій, щебінь, великі незруйновані шматки). Частина корисних мінералів знаходиться у вільному вигляді, частина в зростках з порожньою породою. Вміст сірки — малий.
До групи В-1 відносять марганцеві руди. Порожня порода представлена піщано-глинистою масою різної твердості, що складається з кварцу, польових шпатів і продуктів їхнього руйнування. Рудні мінерали — псиломелан, манганіт і піролюзит знаходяться у вигляді оолітів, зцементованих частково зруйнованою порожньою породою.
Представниками групи В-2 є частково зруйновані залізні руди. Корисні мінерали в них — магнетит, мартит, напівмартит, гематит, бурі залізняки. Порожня порода частково зруйнована.
Збагачення руд класу В здійснюють із застосуванням промивання, відсадки і магнітної сепарації (рис. 3).

## Схеми збагачення руд класу Г
Схеми збагачення руд класу Г. До класу Г відносять залізні, марганцеві і хромові руди. Корисні мінерали характеризуються дрібним і тонким вкрапленням. Пуста порода представлена мінералами високої твердості — кварцом, польовими шпатами, амфіболами та ін. До залізних руд групи Г-1 відносять гематитові і мартитові. Для їхнього збагачення застосовують процеси: гравітаційний, випалювально-магнітний, флотаційний, комбінований, що включає гравітаційне збагачення крупного матеріалу і флотацію тонкого. Вибір процесу залежить від крупності вкраплення корисних мінералів і вмісту в руді мінералів, що утрудняють процес флотації. Крупновкраплені залізні руді збагачують гравітаційними процесами. Якщо в тонковкраплених рудах вміст вохристих сполук і силікатів заліза, які погіршують результати флотації, малий (до 5 %), то застосовують флотаційну схему збагачення. При підвищеному їхньому вмісті результати флотації погіршуються настільки, що більш економічним стає застосування випалювально-магнітного методу.
При використанні поліґрадієнтних сепараторів для тонковкраплених руд може бути застосована схема магнітного збагачення (без попереднього випалювання). Для дрібновкраплених руд рекомендують гравітаційно-магнітну схему із застосуванням ґвинтових або конусних сепараторів для зернистих продуктів і поліґрадієнтних сепараторів для тонкоподрібнених продуктів. Застосування в схемі зворотної аніонної флотації дозволяє вилучати породу з магнітного концентрату і підвищувати його якість.
Гравітаційно-флотаційна схема збагачення руди при дрібному і тонкому вкрапленні дозволяє одержати концентрати гіршої якості в порівнянні з флотаційною і випалювально-магнітною схемами. Однак при крупному вкрапленні залізних мінералів гравітаційно-флотаційна схема може виявитися ефективною.
Марганцеві руди групи Г-1 характеризуються середнім вкрапленням оксидів марганцю. Типова схема збагачення марганцевих руд включає три стадії збагачення при максимальній крупності зерен 12; 2 і 0,5 мм у першій, другій і третій стадіях. Більш крупні класи збагачують відсадкою, а дрібні — концентрацією на столах або магнітною сепарацією.
Схеми збагачення дрібновкраплених хромових руд групи Г-1 включають дроблення і подрібнення руди до 0,3- 0,5 мм, гідравлічну класифікацію і збагачення крупних класів відсадкою, дрібних — концентрацією на столах. Хромітові руди можна також збагачувати магнітною сепарацією в сепараторах з високою напруженістю магнітного поля.
До групи Г-2 відносять магнетито-мартитові і магнетито-гематитові залізні руди з щільною незруйнованою породою, яка представлена кварцом. Вміст заліза в рудах складає 30 — 40 %. Для більшості руд характерне дрібне і тонке вкраплення корисних мінералів. Корисні мінерали представлені сумішшю сильно- і слабомагнітних різновидів. Збагачення руд цієї групи здійснюють за магніто-гравітаційною, магніто-флотаційною, випалювально-магнітною, флотаційною, гравітаційно-флотаційною і магнітною (без попереднього випалювання) схемами.

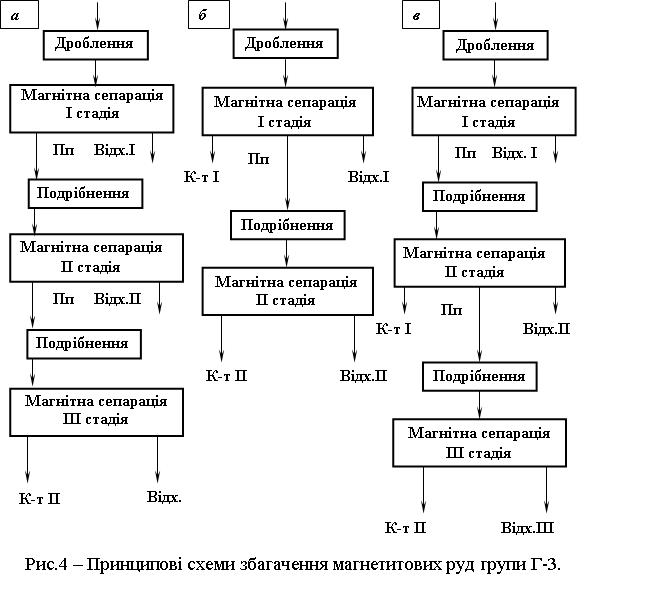

До групи Г-3 відносять первинні залізні руди з незруйнованою пустою породою, у яких корисні мінерали представлені переважно сильномагнітними різновидами — магнетитом і рідше титаномагнетитом. Найбільш економічний процес збагачення для магнетитових руд — магнітна сепарація. Вкраплення корисних мінералів і особливо мінералів-носіїв шкідливих домішок у більшості руд дрібне і тонке, тому для одержання кондиційних концентратів потрібно тонке подрібнення.
Вибір принципової схеми збагачення магнетитових руд визначається характеристиками вкраплення корисних мінералів, порожньої породи і мінералів-носіїв шкідливих домішок, при цьому можуть мати місце такі типові варіанти:
- — вкраплення порожньої породи нерівномірне. Вкраплення магнетиту дрібне і тонке, зерна магнетиту знаходяться в зростках з мінералами порожньої породи і мінералами-носіями шкідливих домішок, таке вкраплення — аґреґатне. Для одержання кондиційних за вмістом заліза концентратів потрібно більш тонке подрібнення, ніж для відділення основної маси відвальних відходів. Тому раціональним є використання стадійних схем збагачення з одержанням у перших стадіях відвальних відходів і некондиційних концентратів, в останній стадії — відходів і кондиційного концентрату (рис. 4 а). На збагачувальних фабриках, що переробляють тонковкраплені магнетитові руди, ця схема є основною. У випадку засмічення руди крупною порожньою породою в процесі гірничих робіт перша стадія збагачення реалізується сухою магнітною сепарацією при крупності вихідного матеріалу 25 — 30 мм. Ця операція дозволяє виділити до 15 % відходів. Мокра магнітна сепарація включає звичайно дві-три стадії. Перша стадія магнітної сепарації проводиться при крупності подрібненого матеріалу 20 — 30 % класу –0,074 мм, друга стадія — при крупності 50 — 60 % класу –0,074 мм і третя стадія — при крупності 80 — 95 % цього класу;
- — вкрапленість магнетиту і порожньої породи відносно крупна і нерівномірна. Зерна магнетиту вільні від включень мінералів-носіїв шкідливих домішок або містять ці включення в допустимих межах. У першій стадії збагачення після порівняно крупного дроблення або подрібнення може бути отримана частина кондиційного концентрату, частина відвальних відходів і промпродукт, що направляється в другу стадію збагачення (рис. 4 б). У першій стадії збагачення використовують суху магнітну сепарацію. Перевага цієї схеми полягає в скороченні кількості матеріалу, що надходить на подрібнення і другу стадію магнітної сепарації, за рахунок виділення в першій стадії частини кінцевих продуктів. Однак одержання багатих концентратів за цією схемою утруднене в зв'язку з труднощами розділення чистих магнетитових зерен і зростків у першій стадії збагачення. Вміст заліза в концентраті, як правило, не перевищує 60 %. Тому на великих збагачувальних фабриках, що переробляють тонковкраплені залізні руди і де до якості концентрату висуваються підвищені вимоги, ця схема не застосовується.

При нерівномірному і крупному вкрапленні магнетиту і порожньої породи, представленої більш крупними, ніж магнетит, виділеннями, і при знижених вимогах до якості концентрату економічно вигідна схема, показана на рис 4 в. Недолік цієї схеми — неможливо одержати високоякісний концентрат у другій стадії збагачення.

## Побудова схеми магнітного збагачення

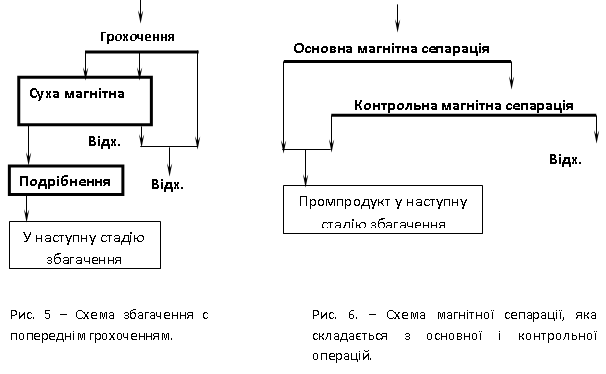

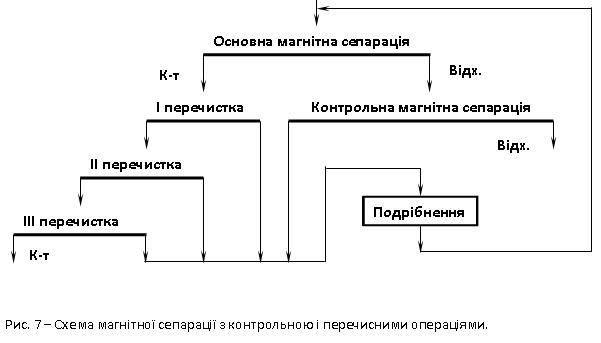

Залежно від крупності матеріалу, що переробляється в окремих стадіях схеми, може використовуватися мокра магнітна сепарація (для матеріалу дрібніше 6 мм) і суха магнітна сепарація (для матеріалу крупніше 6 мм). Суха магнітна сепарація може застосовуватися з попереднім грохоченням на два-три класи (рис. 5) або без нього. При включенні в схему попереднього грохочення технологічні показники магнітної сепарації підвищуються. Крім того, якщо відходи використовуються, наприклад, як будівельний щебінь, то попереднє грохочення дозволяє одержати класифікований за крупністю матеріал.
У стадіях збагачення, де виділяють відвальні відходи і некондиційний концентрат, варто застосовувати схему (рис. 6), що включає контрольну сепарацію відходів.
У стадіях, де виділяються два кінцевих продукти — кондиційний концентрат і відвальні відходи, варто застосовувати схему, що включає основну сепарацію, контрольну сепарацію відходів і одну-три операції перечищення концентрату (рис. 7).
Необхідне число перечищень концентрату, як і крупність подрібнення перед окремими стадіями збагачення, визначається дослідженнями. При виборі кінцевої крупності подрібнення руди враховують вимоги до концентратів і їхнє використання. Концентрати, що надходять на аґломерацію, не повинні бути тонше ніж 90 — 95 % класу –0,074 мм. Крупність концентратів для грудкування повинна бути не менше 85 % класу –0,044 мм.

## Схеми одержання надбагатих концентратів
Для процесів прямого відновлення заліза, порошкової металургії, сталеплавильного виробництва необхідні концентрати з високим вмістом заліза і малим вмістом шкідливих домішок. Одержання надбагатих концентратів досягається тонким подрібненням чорнових концентратів до 95-100 % класу –0,05 мм і наступним застосуванням схем зі збільшеним числом стадій збагачення та числом перечищень концентрату магнітною сепарацією. Крім того, надбагаті концентрати можуть бути отримані триразовою класифікацією багатих концентратів у магнітних конусах з метою видалення в злив шламів порожньої породи і бідних зростків або додатковим флотаційним збагаченням багатих магнітних кон-центратів.

## Схеми збагачення комплексних магнетитових руд
У комплексних магнетитових рудах, крім заліза, містяться й інші цінні компоненти: кобальтовмісний пірит, ільменіт, апатит, сульфіди міді, свинцю і цинку. Такі руди збагачуються за комбінованими схемами, що включають магнітну сепарацію і флотацію відходів магнітної сепарації, для вилучення додаткових цінних компонентів. При наявності в комплексних рудах цирконію він вилучається з відходів магнітної сепарації гравітаційними процесами.